# Aluminomagnesiohulsite
L'aluminomagnesiohulsite è un minerale.